# Ämten (Simonstorps socken, Östergötland, 651335-152587)
Ämten är en sjö i Norrköpings kommun i Östergötland och ingår i Kilaån-Motala ströms kustområde. Sjön är 2,5 meter djup, har en yta på 0,124 kvadratkilometer och befinner sig 74,7 meter över havet. Sjön avvattnas av vattendraget Pjältån (Storån).

## Delavrinningsområde
Ämten ingår i det delavrinningsområde (651146-152752) som SMHI kallar för Inloppet i Svängbågen. Medelhöjden är 113 meter över havet och ytan är 16,21 kvadratkilometer. Det finns inga avrinningsområden uppströms utan avrinningsområdet är högsta punkten. Avrinningsområdets utflöde Pjältån (Storån) mynnar i havet. Avrinningsområdet består mestadels av skog (90 procent). Avrinningsområdet har 1,06 kvadratkilometer vattenytor vilket ger det en sjöprocent på 6,5 procent.